# Alvin og de frække jordegern: På farten
Alvin og de frække jordegern: På farten (originaltitel: Alvin and the Chipmunks: The Road Chip) er en 2015 amerikansk road-adventure familiekomedie instrueret af Walt Becker og skrevet af Randi Mayem Singer og Adam Sztykiel. Det er den fjerde film i Alvin og de frække jordegern-serien. I filmen medvirker Jason Lee, Tony Hale, Kimberly Williams-Paisley, Josh Green og Bella Thorne, samt stemmerne af Justin Long, Matthew Gray Gubler, Jesse McCartney, Kaley Cuoco, Anna Faris og Christina Applegate.
Filmen blev udgivet den 18. december 2015 af 20th Century Fox, og blev mødt med negative anmeldelser fra filmanmeldere.